# Spock
*Per a l'asteroide vegeu (2309) Mr. Spock
Spock és un personatge de ficció de la franquícia multimèdia Star Trek. Va aparèixer per primera vegada a la sèrie original Star Trek servint a bord de la nau espacial USS Enterprise com a oficial científic i primer oficial (i segon al comandament de Kirk) i més tard com a oficial comandant de la nau. L'herència mixta humana i vulcaniana de Spock serveix com a element argumental important en moltes de les aparicions del personatge. Juntament amb el capità James T. Kirk (William Shatner) i el Dr. Leonard "Bones" McCoy (DeForest Kelley), és un dels tres personatges centrals de la sèrie original de Star Trek i de les pel·lícules. Després de retirar-se del servei actiu a la Flota Estel·lar, Spock va servir com a ambaixador de la Federació, i més tard es va involucrar en l'intent desafortunat de salvar Romulus d'una supernova, cosa que el va portar a viure la resta de la seva vida en un univers paral·lel.
Spock va ser interpretat per Leonard Nimoy a la sèrie original de Star Trek, Star Trek: La sèrie animada, vuit de les els llargmetratges de Star Trek i un episodi en dues parts de Star Trek: La nova generació. Diversos actors han interpretat el personatge des de Nimoy dins de la continuïtat principal de Star Trek; la representació més recent és Ethan Peck, que va interpretar Spock com a personatge recurrent a la segona temporada de Star Trek: Discovery i a Star Trek: Short Treks, i com a personatge principal a Star Trek: Strange New Worlds (tant una sèrie derivada de Discovery com una preqüela de la sèrie original de Star Trek). A més, Zachary Quinto va interpretar una versió de realitat alternativa de Spock als llargmetratges Star Trek (2009), Star Trek Into Darkness (2013) i Star Trek Beyond (2016). Tot i que les tres pel·lícules estan ambientades en la línia temporal paral·lela esmentada, Nimoy apareix a les dues primeres com a Spock de la línia temporal original.
A més de les sèries i pel·lícules de la franquícia Star Trek, Spock també ha aparegut en nombroses novel·les, còmics, i videojocs. La interpretació de Spock per part de Nimoy va tenir un tingués un impacte cultural significatiu i li va valer tres nominacions als Premis Emmy. El seu perfil públic com a Spock era tan fort que les seves dues autobiografies, I Am Not Spock (1975) i I Am Spock (1995), van ser escrites des del punt de vista de la coexistència amb el personatge.

## Aparicions

### Història de fons
Fill del vulcanià Sarek (Mark Lenard) i de l'humana Amanda Grayson (Jane Wyatt), la història de fons de Spock s'ha tractat durant diversos episodis de Star Trek: La sèrie original, la pel·lícula del 2009 Star Trek i l'episodi de Star Trek: La sèrie animada, Yesteryear. La seva herència mixta el va portar a una infància problemàtica; els nens vulcanians de sang pura el van assetjar repetidament al seu món natal per incitar les emocions de la seva naturalesa humana. Durant un temps, va créixer al costat del seu germanastre gran Sybok, fins que el germà gran va ser expulsat per rebutjar la lògica. A Star Trek: Discovery, es revela que Spock té una germana adoptiva humana, Michael Burnham. Segons l'episodi "L'època de l'Amok", Spock estava promès amb T'Pring (Arlene Martel) durant la seva infància.
Sarek va donar suport a l'aprenentatge científic de Spock i a la seva aplicació a l'Acadèmia de Ciències Vulcanes, tal com es menciona a "Viatge a Babel". A la pel·lícula del 2009 Star Trek, Spock rebutja la seva acceptació a l'Acadèmia de Ciències Vulcanes sobre la base que mai acceptarien completament algú que només fos mig vulcanià. Tot i que aquesta pel·lícula va ambientar l'escena de la línia de temps de Kelvin en aquesta i en pel·lícules posteriors, el guionista Roberto Orci va declarar que sentia que les accions no es van veure afectades pels canvis en aquesta línia de temps i, per tant, haurien ocorregut de la mateixa manera abans de La sèrie original. Com que Spock no va entrar a l’ACV i va intentar unir-se a la Flota Estel·lar, no va parlar amb el seu pare durant els 18 anys següents.

### "La gàbia" i la primera temporada
Spock va aparèixer com a oficial científic a l'USS Enterprise al primer pilot de la sèrie, "La gàbia". Això no es va mostrar per televisió en aquell moment, però els esdeveniments de l'episodi es van mostrar a l'episodi en dues parts "El zoo" de la primera temporada, i es van descriure els 11 anys anteriors de servei de Spock a lEnterprise. Spock va ser un dels membres de l'equip visitant que es va unir al capità Christopher Pike (Jeffrey Hunter) en una missió a Talos IV per investigar una senyal de socors. Spock va aparèixer al segon pilot, "On no ha anat mai cap home", però aquest es va emetre inicialment com el tercer episodi. Durant els esdeveniments d'aquell pilot, Spock es va preocupar pel risc que representava per a la nau el tinent comandant Gary Mitchell (Gary Lockwood) i va suggerir possibles solucions al capità James T. Kirk (William Shatner).
La primera aparició de Spock a la sèrie com a emissió va ser a "El parany home", el primer episodi d'aquest tipus. Quan necessita derrotar una versió malvada de Kirk a "L'enemic interior", utilitza un pessic vulcanià. Spock i l'enginyer en cap Montgomery "Scotty" Scott (James Doohan) treballen junts per tornar a unir-se a les versions bones i dolentes del capità, que s'havien separat després d'un accident amb el transportador. Durant "Miri", descobreix que és l'únic membre del grup de desembarcament immune als efectes físics de la malaltia que afecta els adults humans del planeta. Tanmateix, s'adona que probablement és un portador i podria infectar l'«Enterprise» si tornés. El doctor Leonard McCoy (DeForest Kelley) aconsegueix idear una cura, permetent a l'equip tornar a la nau.

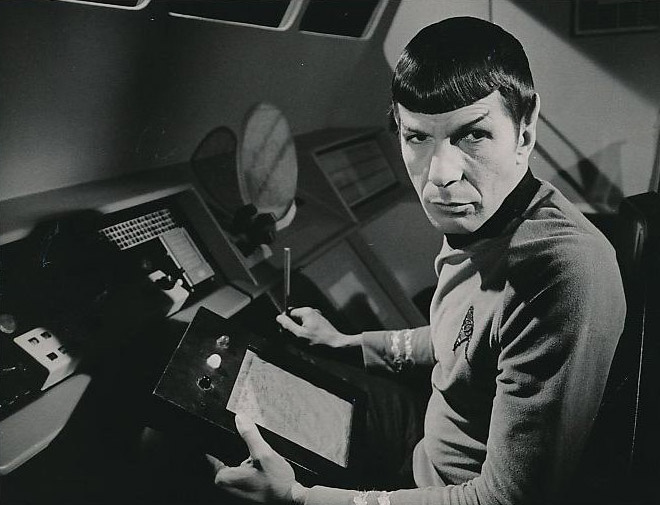
Spock a la consola d'una llançadora a l'USS Enterprise

Quan Simon van Gelder entra al pont armat amb un faser a "La daga de la ment", Spock el sotmet amb un pessic nerviós. Més tard, duu a terme una fusió mental amb van Gelder com a part de la investigació sobre les activitats de la colònia propera. Després que es talli l'electricitat a la colònia i es causi un camp de força protector, Spock lidera un equip per rescatar Kirk. Spock es retroba amb Christopher Pike (Sean Kenney) a "El zoo". Pike havia estat ascendit a capità de flota, però va patir un accident que li va provocar cremades greus, el va confinar a una cadira de rodes i va restringir la seva comunicació a respostes de sí/no a través d'un dispositiu connectat a les seves ones cerebrals. Spock comet un motí i dirigeix la nau perquè viatgi a Talos IV, un planeta prohibit. Relata els esdeveniments de "La gàbia" sota un tribunal a Kirk, Pike i el comodor Jose I. Mendez (Malachi Throne). Quan l' "Enterprise" arriba al planeta, es revela que Mendez és una il·lusió talosiana. Al mateix temps, el veritable Mendez es comunica des de la Flota Estel·lar, donant permís perquè Pike sigui transportat al planeta, i es retiren tots els càrrecs contra Spock.

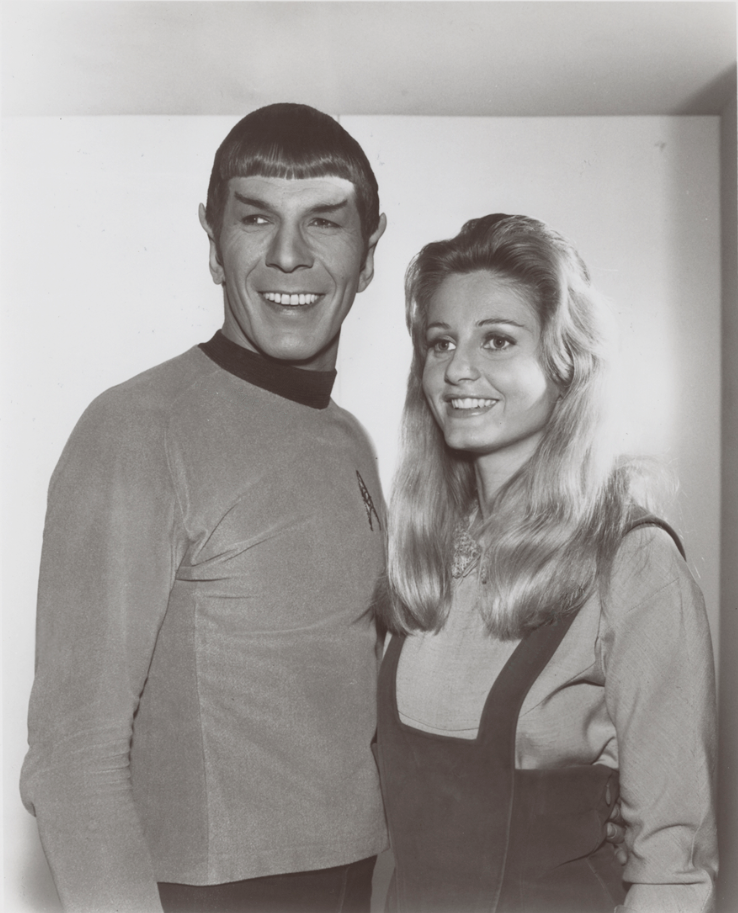
Spock amb Leila Kalomi

Mentre l' "Enterprise" està amenaçada a "L'equilibri del terror", Spock és acusat pel tinent Stiles (Paul Comi) de saber més sobre els romulans del que admet quan es revela l'aspecte físic similar de l'alienígena. Spock planteja la hipòtesi que són una branca de la raça vulcana. Salva l'«Enterprise», gestionant l'estació de fasers i salva la vida de Stiles en el procés. A "El Galileu Set", Spock Spock lidera un grup de desembarcament a la llançadora «Galileu», que resulta danyada i desviada del seu curs abans d'aterrar al planeta Taurus II. El tinent Boma (Don Marshall) critica la fascinació de Spock per l'armament dels nadius després de la mort del tinent Latimer (Rees Vaughn) a les seves mans. Després que Scotty utilitzi les bateries d'energia dels fasers del grup per subministrar prou energia per tornar a posar la llançadora danyada en òrbita, Spock decideix abocar i encendre el combustible restant per atraure l'atenció de l'«Enterprise». El procediment té èxit i la tripulació del transbordador és rescatada.
Spock es troba amb la seva antiga coneguda Leila Kalomi (Jill Ireland) a "A aquest costat del Paradís" després d'unir-se a un equip al planeta Omicron Ceti III. Després de ser afectat per espores que alteren la ment, Spock comença a actuar fora del seu caràcter i amb emoció evident, participant en una relació romàntica amb Kalomi, que sempre havia desitjat una relació però Spock mai havia correspost els seus sentiments. L'impacte de les espores en ell es cura després que Kirk el provoqui a la ràbia, i un cop alliberat dels efectes, Spock pot iniciar una solució que cura la resta de la tripulació. Spock intenta fusionar-se mentalment amb un Horta no humanoide a "Un monstre amagat", havent suggerit inicialment que Kirk hauria de matar la criatura. Després d'una segona fusió mental, Spock relata la història dels Horta i aconsegueix crear la pau entre els alienígenes i una colònia propera. Tant Spock com Kirk emprenen una guerra de guerrilles contra les forces klíngons d'ocupació al planeta Organia, abans de l'establiment del Tractat de Pau Organià a "Els salvadors, salvats". Per restaurar la línia de temps, viatja amb Kirk a la ciutat de Nova York dels anys 30 a "La ciutat a la frontera del futur". Utilitza la tecnologia d'aquell període per interactuar amb el seu tricorder durant les setmanes que passen en el període abans de presenciar la mort d'Edith Keeler (Joan Collins).

### Temporades dues i tres

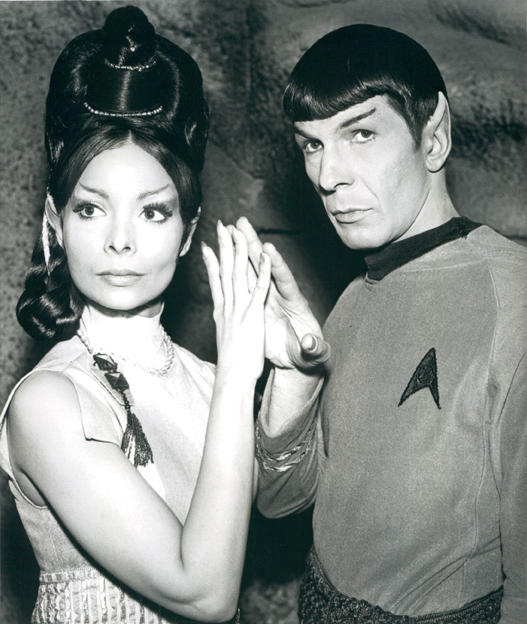
Spock amb T'Pring

Durant l'episodi principal de la segona temporada, "L'època de l'Amok", Spock comença a patir pon farr, la febre de sang vulcaniana, i ha de sotmetre's a un aparellament ritual en els vuit dies següents o morir. Kirk desobeeix les ordres de la Flota Estel·lar i porta l'"Enterprise" al planeta Vulcà perquè Spock pugui sotmetre's al ritual d'aparellament. Quan arriben, es retroba amb T'Pring (Arlene Martel). Ella prefereix estar amb Stonn (Lawrence Montaigne), un vulcanià de sang pura. Exigeix la lluita ritual de kal-if-fee, i selecciona Kirk com el seu campió, qui, sense saber-ho, accepta una lluita a mort amb Spock. McCoy persuadeix T'Pau (Celia Lovsky) perquè el deixi injectar a Kirk alguna cosa per alleujar els problemes amb l'atmosfera més fina de Vulcà i fer que la lluita sigui justa. La lluita comença, i Spock guanya avantatge, estrangulant Kirk i matant-lo. McCoy ordena un transport d'emergència directament a la infermeria, mentre que T'Pring li diu a Spock que tot era un joc de lògica que li permetria estar amb Stonn independentment del resultat. Sense sentir més els efectes del pon farr, Spock torna a l'«Enterprise» on descobreix que McCoy havia injectat a Kirk un agent paralitzant que simplement simulava la mort i que el capità encara era viu.

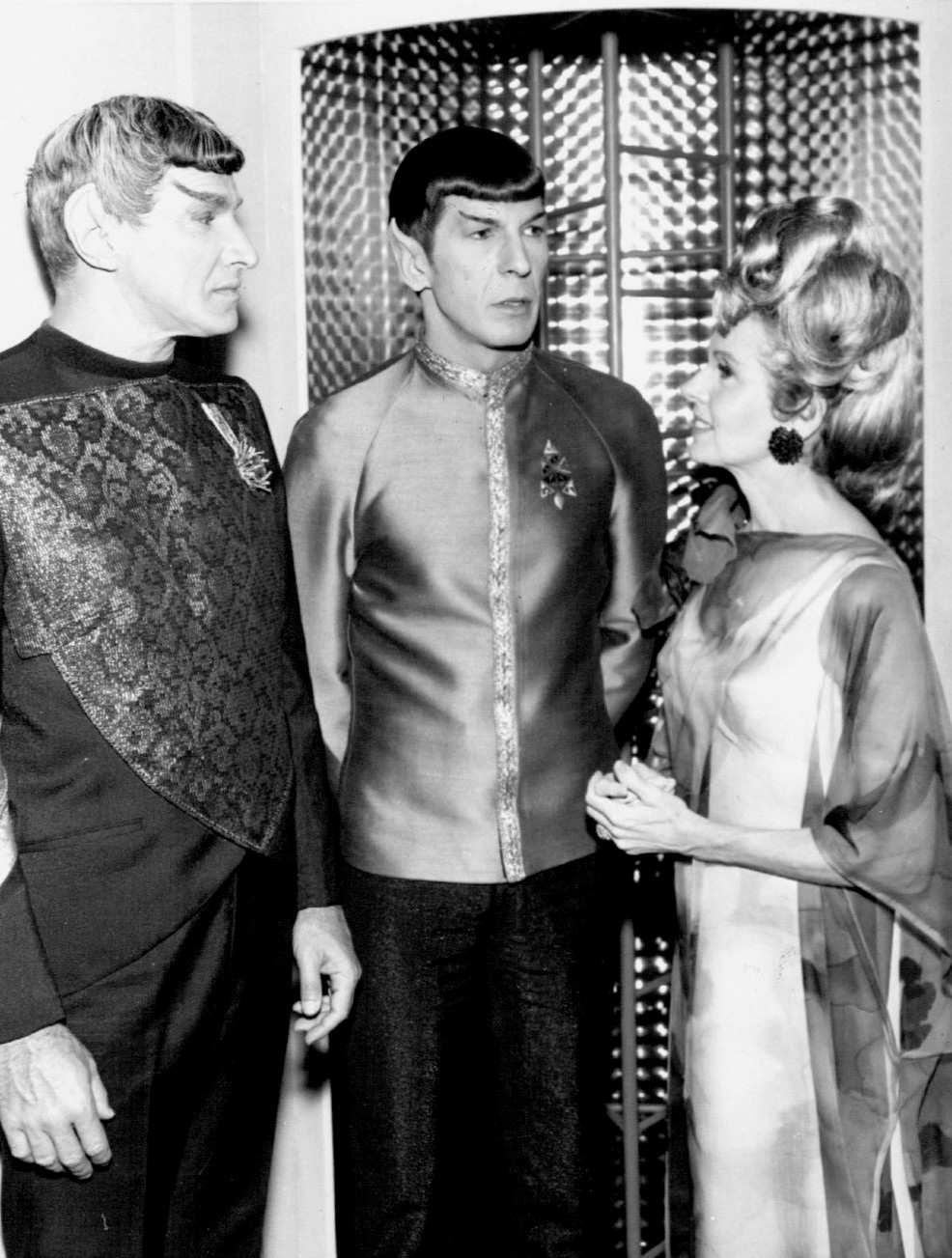
Spock amb els seus pares, Sarek i Amanda

Durant la trobada amb la sonda espacial «Nomad» a "El fill fals", Spock realitza una fusió mental amb la màquina. Kirk atura la fusió quan s'adona que la personalitat de Spock comença a canviar pel contacte. Després d'un accident amb un transportador que transporta Kirk, McCoy, Uhura i Scotty a un univers mirall i els intercanvia amb els seus homòlegs a l'episodi "Mirall, mirall", es troben amb una versió diferent de Spock. Amb barba, sospita de les activitats del personal que ha canviat sobtadament i, sota les ordres de la Flota Estel·lar, intenta matar Kirk. Spock-Mirall queda inconscient i McCoy el tracta mentre els altres es dirigeixen al transportador per intentar tornar al seu univers. Spock es desperta i es fusiona mentalment amb McCoy per descobrir per què Kirk no el va fer matar. En descobrir què ha passat, accepta ajudar-los a tornar i, mentre controla els transportadors, Kirk li implora que prengui el control i salvi no sols la nau sinó el seu Imperi Terrà de la implosió a mans de tirans. El canvi torna a tenir èxit, i els membres de la tripulació tornen als seus universos corresponents.

### La pel·lículai la sèrie de pel·lícules
Al començament de Star Trek: La pel·lícula (1979), Spock ja no serveix a la Flota Estel·lar, ha dimitit i tornat a casa per seguir la disciplina vulcana de Kolinahr. Incapaç de completar el ritual de Kolinahr després de sentir l'arribada de V'ger, es reincorpora a la Flota Estel·lar per ajudar la tripulació de l'«Enterprise» en la seva missió. Spock és ascendit més tard a capità, i és oficial al comandament de l'«Enterprise» al principi de Star Trek 2: La còlera del Khan (1982). Al final de la pel·lícula, transfereix el seu «katra» – la suma dels seus records i experiència – a McCoy, i després es sacrifica per salvar la nau i la seva tripulació de Khan Noonien Singh (Ricardo Montalbán). La seqüela, Star Trek 3: A la recerca de Spock (1984), se centra en la recerca dels seus companys de tripulació per recuperar el cos de Spock, i en arribar-hi s'assabenten que ha estat ressuscitat pel Matriu del Gènesi després d'aterrar al planeta al final de la pel·lícula anterior. Al final de la pel·lícula, el cos reviscut de Spock es reuneix amb el seu katra. Spock apareix de nou a Star Trek 4: Missió salvar la Terra (1986), que descriu la seva recuperació dels efectes posteriors de la seva resurrecció. Després de salvar el planeta Terra amb els seus camarades, Spock es reconcilia amb el seu pare, que ha reconsiderat la seva opinió sobre les decisions de vida de Spock i els seus amics. A l'escena final de la pel·lícula, s'uneix a la tripulació del recentment encarregat USS Enterprise-A sota el comandament de Kirk. A Star Trek: L'última frontera (1989), Spock i la tripulació de l'Enterprise s'enfronten al renegat Sybok, germanastre de Spock. Star Trek VI: The Undiscovered Country (1991) reuneix la tripulació de l'Enterprise en una missió per evitar que esclati una guerra entre la Federació i l'Imperi Klíngon. Spock serveix com a enviat especial per negociar la pau amb els klíngons després que un desastre natural devasti el seu món natal.

### Star Trek: La nova generació
Després d'un període durant el qual l'equip de producció va evitar esmentar alguns aspectes de la sèrie original, Spock va ser esmentat pel seu nom a Star Trek: La nova generació a l'episodi "Sarek" (1990). El productor executiu Michael Piller va descriure més tard aquest acte com "l'avenç que ens va permetre obrir les portes, que ens va permetre començar a abraçar el nostre passat".
Spock apareix a "Unificació" (1991), un episodi en dues parts de Star Trek: La nova generació. Ambientat 75 anys després dels esdeveniments de The Undiscovered Country, l'episodi se centra en l'intent de l'ambaixador de la Federació Spock de reunir els romulans amb els seus germans vulcanians. El rodatge de The Undiscovered Country es va superposar amb la producció d'aquest episodi, i l'episodi fa referència al paper de Spock a la pel·lícula. Tot i que la campanya d'unificació inicial de Spock falla, decideix romandre a Romulus en secret per ajudar el moviment.

### Pel·lícules de reinvenció

#### Star Trek(2009)
La següent aparició de Spock a la franquícia d'imatge real Star Trek és la pel·lícula Star Trek del 2009. Nimoy va obtenir els drets d'aprovació sobre el càsting de Spock i va donar suport a l'elecció de Quinto per al paper. Durant el salt enrere de la pel·lícula, ambientat 19 anys després dels esdeveniments d'"Unificació", i tal com es mostra a la minisèrie de còmics Star Trek: Countdown, l'ambaixador Spock (Nimoy) promet als romulans que utilitzarà la tecnologia vulcaniana per salvar-los d'una supernova rebel que amenaça de destruir el seu Imperi. Pilota una nau estel·lar avançada equipada amb matèria vermella, una substància poderosa capaç de crear forats negres artificials. La missió només té un èxit parcial i, després d'això, Spock és perseguit al passat per Nero (Eric Bana), un romulà embogit per la pèrdua del seu món natal i la seva família, posant en marxa els esdeveniments de la pel·lícula.
En l'acte inicial de la pel·lícula, la nau de Neró emergeix l'any 2233 i, a través de la seva interacció amb els habitants, crea inadvertidament un "univers alternatiu i paral·lel de 'Star Trek'". Vint-i-cinc anys més tard, a la nova realitat, la nau de Spock emergeix i Nero el captura a ell i a la matèria vermella. Encallat en un passat alternatiu, la versió prime de Spock ajuda la versió alternativa, més jove, d'ell mateix i de Kirk (Zachary Quinto i Chris Pine, respectivament) a frustrar l'intent de Nero de destruir la Federació.
La pel·lícula també presenta Jacob Kogan en diverses escenes que representen la infància de Spock, incloent-hi el seu abús a mans d'altres nens vulcanians a causa de la seva herència mig humana, i la seva relació amb els seus pares (Ben Cross i Winona Ryder). La pel·lícula també descriu els enfrontaments inicials de Kirk i Spock a l'Acadèmia de la Flota Estel·lar, i el desenvolupament gradual de la seva amistat basada en el respecte mutu compartit, el que el Spock vell anomena "... una amistat que els definirà a tots dos de maneres que encara no poden adonar-se". Un canvi important en la caracterització respecte a la línia temporal principal és la implicació de Spock alternatiu amb Uhura alternativa (Zoe Saldaña), la seva antiga alumna. Al final de la pel·lícula, el jove Spock opta per romandre a la Flota Estel·lar mentre el seu jo més gran es queda a l'univers alterat per ajudar els pocs refugiats vulcanians supervivents, ja que Nero havia destruït Vulcà, el planeta natal de Spock.

#### Star Trek Into Darkness(2013)
A Star Trek Into Darkness, es descriu Spock Prime vivint a 'Nou Vulcà' mentre que el jove Spock roman a bord de l' Enterprise, lluitant amb la pèrdua del seu món natal, així com amb les seves relacions amb Uhura i James T. Kirk. Spock gairebé mor protegint un planeta d'un volcà actiu, però Kirk trenca la Primera Directiva i el salva. Spock Prime és contactat per Spock a l' "Enterprise" per esbrinar detalls sobre Khan. Spock Prime inicialment recorda al seu jo alternatiu que no interferirà amb els esdeveniments de la línia temporal alternativa. Dit això, informa a Spock que Khan era un home perillós i la major amenaça a la qual l'"Enterprise" s'ha enfrontat mai a la seva pròpia línia temporal, i adverteix que probablement també és perillós a la línia temporal alternativa de Spock. Quan se li pregunta si Khan va ser derrotat, Spock Prime respon que finalment va ser derrotat, però a un gran cost (referint-se als esdeveniments de "Star Trek 2: La còlera del Khan"). Quan Kirk contrau una intoxicació per radiació i mor davant de Spock (una transposició paral·lela d'esdeveniments de la línia temporal principal on Spock mor davant de Kirk), un Spock enfurismat i venjatiu intenta matar Khan per venjar Kirk abans que Uhura l'informi que la sang regenerativa de Khan pot reviure Kirk. Gairebé un any després, Spock roman com a director científic i director executiu de Kirk mentre l'"Enterprise" parteix en la seva primera missió de cinc anys d'exploració espacial profunda.
"Into Darkness" seria l'última aparició de Nimoy com a Spock Prime, així com l'últim paper de la seva carrera. Va morir el 2015, poc abans que comencés la producció de "Star Trek Beyond".

#### Star Trek Beyond(2016)
A "Star Trek Beyond", Spock rep la notícia que l'ambaixador Spock (Spock Prime) ha mort. Impactat per això, Spock més tard li diu a McCoy que té la intenció de deixar la Flota Estel·lar per continuar la feina de l'ambaixador a Nou Vulcà. Al final de la pel·lícula, Spock rep una caixa que conté alguns dels efectes personals de l'ambaixador Spock, i reflexionant sobre una fotografia de la tripulació més antiga de l'"Enterprise" de la línia temporal original de la sèrie, decideix quedar-se a la Flota Estel·lar.

### Star Trek: Discovery

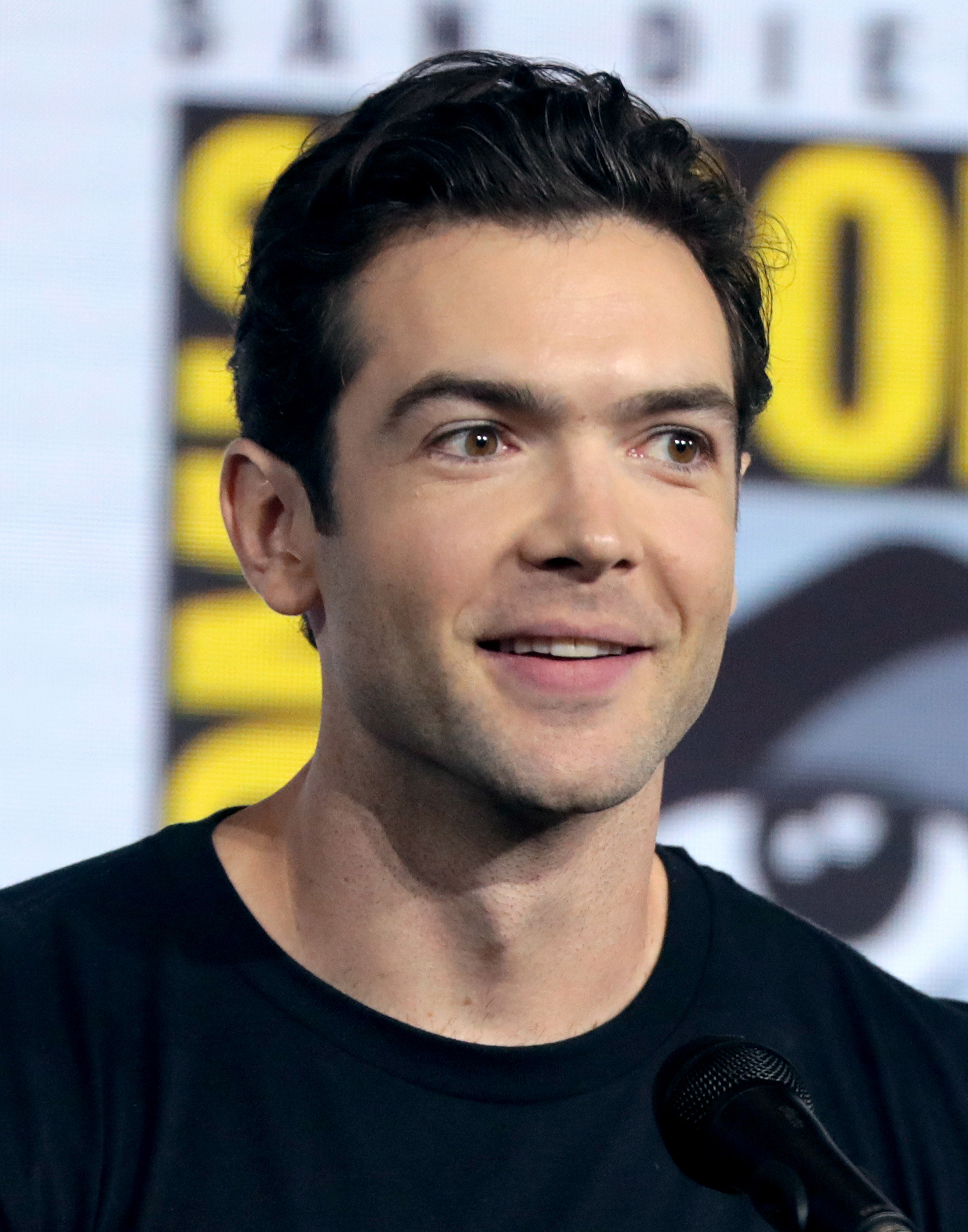
Ethan Peck interpreta Spock a Star Trek: Discovery i Star Trek: Strange New Worlds.

L'agost de 2018, es va anunciar que Ethan Peck s'uniria al repartiment de Star Trek: Discovery com a Spock a la segona temporada de la sèrie, interpretant un Spock més jove que les interpretacions de Nimoy i Quinto del personatge, ja que Discovery està ambientada diversos anys abans de la sèrie original i les pel·lícules de la línia temporal Kelvin Timeline.
Des de les seves aparicions a Discovery, Spock és un tinent, servint sota el comandament del capità Christopher Pike a lEnterprise. A causa del trauma que Spock va patir a causa de les seves visions de l'"Àngel Vermell", està de permís de l'"Enterprise" i sota atenció psiquiàtrica. La seva germana adoptiva, Michael Burnham, intenta ajudar-lo a recuperar-se.
La introducció de l'episodi de la segona temporada, "If Memory Serves", utilitza imatges d'arxiu de Nimoy com a Spock de l'episodi pilot no emès "La gàbia", i l'episodi de la tercera temporada "Unificació III" utilitza imatges d'arxiu de Nimoy de nou de l'episodi "Unificació II de "Star Trek: La nova generació". Aquesta última aparició és un enregistrament hologràfic dels registres de Jean-Luc Picard, i es mostra a Michael Burnham després que viatgi al segle XXXI, una època en què els pobles romulans i vulcanians recorden l'ambaixador Spock com la causa de la seva reunificació al planeta Ni'Var, el recentment rebatejat Vulcà.

### Star Trek: Short Treks
El 2019, es va anunciar que el personatge Spock, interpretat per Peck, apareixeria en dos Star Trek: Short Treks, juntament amb el capità Pike. Va repetir el paper als episodis "Q&A" i "Ask Not".

### Star Trek: Strange New Worlds
El maig de 2020 es va anunciar que Spock (Ethan Peck) tornaria a la sèrie Star Trek: Strange New Worlds al costat del capità Pike (Anson Mount) i Number One / Una (Rebecca Romijn).

## Desenvolupament

### La sèrie original
La primera menció coneguda de Spock va tenir lloc durant una conversa entre el creador de Star Trek, Gene Roddenberry, i l'actor Gary Lockwood, en què Lockwood va suggerir Leonard Nimoy per al paper. El trio havia treballat junts anteriorment a The Lieutenant de Roddenberry, a l'episodi "In the Highest Tradition". Roddenberry va acceptar la idea, però va haver de fer una audició per a altres actors per al paper. En aquell moment, Roddenberry va buscar DeForest Kelley per interpretar el personatge del doctor al pilot "La gàbia", però tant els executius de la NBC com el director Robert Butler volien que Kelley interpretés Spock. Roddenberry va oferir el paper tant a Kelley com a Martin Landau, però tots dos el van rebutjar. Quan se li va oferir, Nimoy va acceptar el paper, però estava preocupat pel maquillatge, que encara no s'havia determinat.
Durant un segment d'entrevistes de la marató del 40è aniversari de TV Land Star Trek el 12 de novembre de 2006, Leonard Nimoy va declarar que la primera opció de Gene Roddenberry per interpretar Spock era George Lindsey. A causa de la manera frívola amb què Nimoy fa el comentari, s'ha suggerit que estava de broma. L'afirmació que a Lindsey li van oferir el paper cobra més credibilitat quan l'amic íntim de Lindsey, Ernest Borgnine, escriu a la seva autobiografia: "la meva mà a Déu: va rebutjar el paper del Sr. Spock a la sèrie de televisió Star Trek, el paper que va fer famós Leonard Nimoy".

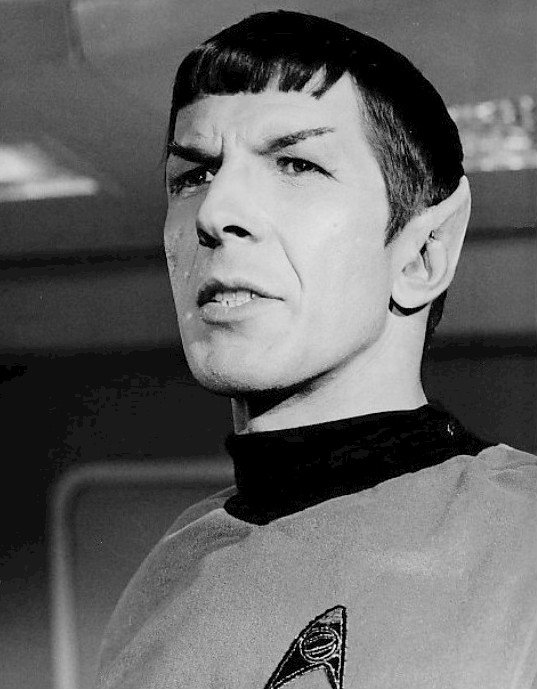
Nimoy com a Spock el 1967

El personatge va evolucionar de tenir una placa metàl·lica a l'estómac, a través de la qual ingeria energia, a ser mig marcià en el to original de 1964, amb una "cara lleugerament vermellosa i orelles semipunxades". A causa de la preocupació de Roddenberry que un aterratge marcià pogués tenir lloc abans del final de la sèrie, el planeta natal de Spock va ser canviat. Lee Greenway va dur a terme les proves inicials de maquillatge a Nimoy, però després de quatre o cinc dies, es va demanar a Fred Phillips que se n'encarregués. Phillips, al seu torn, va demanar a John Chambers que creés les orelles de Spock, ja que estava treballant per aconseguir un to de vermell adequat per a la pell de Spock; aquesta idea es va abandonar més tard a favor d'un to groc a causa dels efectes a la televisió en blanc i negre. Nimoy odiava les orelles, i Roddenberry li va prometre que si encara no estava content al tretzè episodi, trobarien la manera d'escriure-les. Els executius de la NBC també estaven preocupats, ja que consideraven que feia que el personatge fos satànic.
A insistència de Roddenberry, Spock va ser l'únic personatge retingut per al segon pilot, "On no ha anat mai cap home". Tanmateix, la NBC va exigir que només fos un personatge recurrent, i quan va passar a la sèrie, les puntes de les orelles de Spock van ser retocades amb aerògraf en materials promocionals. Va ser durant els primers episodis com ara "El truc de la corbomita" i "El temps despullat" que Nimoy va arribar a entendre la naturalesa del personatge. Després de vuit episodis, els executius de la NBC es van queixar a Roddenberry que no hi havia prou Spock a la sèrie; la "Spockmania" havia començat. En resposta, Spock va ser traslladat a un paper més destacat dins de la sèrie, com ara assumir el paper principal a "A aquest costat del Paradís" en lloc de Sulu. La popularitat del personatge va causar friccions amb Shatner, i es van estendre rumors que seria expulsat de la sèrie i substituït com a protagonista per Nimoy com a Spock. Una llarga renegociació del contracte a l'inici de la segona temporada de segona temporada va fer que Roddenberry es plantegés si substituir o no Nimoy i el personatge. Tant Mark Lenard com Lawrence Montaigne van ser considerats seriosament.
El personatge continuava desenvolupant-se, amb Nimoy creant la salutació vulcaniana durant el rodatge de "L'època de l'Amok". Aquesta es basava en un judaisme Kohen jueu que havia vist de petit. Durant el transcurs de la temporada, va créixer una ruptura entre Nimoy i Roddenberry i, a finals d'any, només es van parlar a través de cartes formals. Després de la marxa del productor Gene L. Coon i el retrocés de Roddenberry durant la tercera temporada, Nimoy va descobrir que el guió de Spock s'havia deteriorat. En particular, no li va agradar que es fes el ridícul del personatge durant l'episodi "El cervell de l'Spock". El petó entre Kirk i Uhura a "Els fillastres de Plató" havia estat previst pels guionistes que fos entre Spock i Uhura, però Shatner els va convèncer de canviar-ho.
Pel seu paper de Spock, Leonard Nimoy va ser nominat tres vegades al Premi Primetime Emmy al millor actor secundari en una sèrie dramàtica, i actualment és l'únic actor de Star Trek nominat a un Emmy.

### Intents de reviscolament i la franquícia cinematogràfica

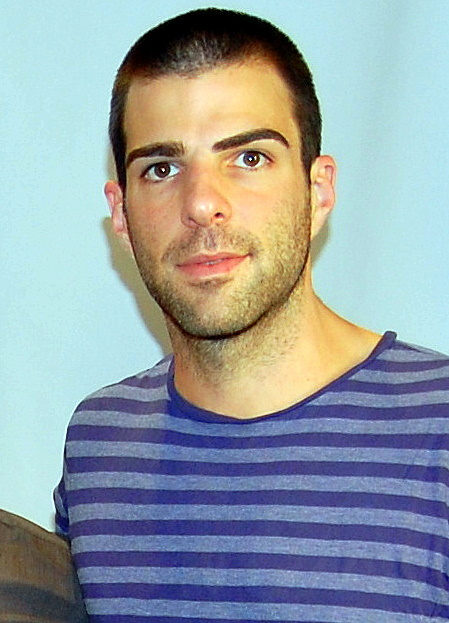
Quinto a ser escollit com a Spock per a la pel·lícula Star Trek del 2009 i les seves dues seqüeles.

Nimoy va acceptar tornar a ser Spock durant un dels intents de principis dels anys 70 de crear una pel·lícula de Star Trek, titulada Star Trek: The God Thing, però va abandonar després que la seva semblança com a Spock fos utilitzada sense permís per anunciar la cervesa Heineken. Va ser persuadit perquè tornés al paper de Spock com a protagonista de la planejada pel·lícula de Star Trek titulada Planet of the Titans dirigida per Philip Kaufman. Quan aquest projecte es va cancel·lar en favor d'una nova sèrie de televisió, Star Trek: Phase II, segons sembla, Roddenberry només va oferir a Nimoy un paper recurrent, per la qual cosa es va negar a aparèixer-hi. Quan es va prendre la decisió de convertir el guió pilot de televisió en Star Trek: La pel·lícula, el director Robert Wise va insistir que Nimoy tornés com el personatge, que només es va aconseguir gràcies a Jeffrey Katzenberg, obligant Paramount a resoldre la disputa amb Nimoy sobre la llicència d'ús de la seva imatge.
Com a la sèrie, Nimoy, recorrent a la formació d'actuació de mètode, sovint no trencava el personatge entre preses.
Insatisfet amb el primer llargmetratge de Star Trek, Nimoy es va mostrar reticent a tornar per a Star Trek 2: La còlera del Khan, però va quedar convençut per la promesa d'una escena de mort dramàtica. Nimoy va gaudir tant de la producció de la pel·lícula que, malgrat la mort del seu personatge a la pantalla, va voler tornar per a una seqüela. L'èxit de la pel·lícula va permetre a Nimoy negociar amb èxit per dirigir la següent entrega, a més d'aparèixer breument com un Spock reanimat. La pel·lícula resultant, Star Trek 3: A la recerca de Spock va tenir prou èxit com per demanar a Nimoy que dirigís una vegada més Star Trek 4: Missió salvar la Terra. La següent pel·lícula de la sèrie, dirigida per William Shatner, Star Trek: L'última frontera, va ser inicialment inacceptable per a Nimoy perquè demanava que Spock traís Kirk i es posés del costat del seu germanastre Sybok, recentment introduït. Nimoy sentia que el seu personatge ja havia acceptat el seu costat humà, de manera que Sybok no tindria cap influència sobre ell, i va obligar a canviar el guió abans de signar. Posteriorment, Nimoy va organitzar Star Trek VI: The Undiscovered Country, escollint el director, els guionistes i els productors. Per passar el relleu a Star Trek: La nova generació en el moment de The Undiscovered Country, Nimoy va acceptar aparèixer com a Spock a l'episodi "Unificació". Posteriorment, Nimoy va rebutjar el paper de director a Star Trek: Generations perquè volia reelaborar el guió, i es va negar a repetir el paper de Spock per al que era essencialment un cameo, i les línies del seu personatge van ser posteriorment donades a Scotty.
Quan es va reescollir el paper per a la sèrie "Star Trek" del 2009, es va demanar a Nimoy la seva opinió. Va destacar la feina de Zachary Quinto, ja que sentia que s'hi semblava i podia retratar el procés de pensament intern del personatge. Quinto es va convertir en el primer actor a ser escollit per a la pel·lícula, i Nimoy va acceptar tornar com a la versió del personatge de l'univers "Prime". Nimoy va dir que va tornar per l'entusiasme del director J. J. Abrams i els guionistes, i perquè el feia sentir apreciat. Nimoy va fer una última aparició com a Spock a Star Trek Into Darkness com a favor a Abrams. En aquell moment, no va descartar tornar-hi, però va morir abans de la següent pel·lícula. A Star Trek Beyond, l'Spock de Quinto plora la pèrdua de Spock Prime, interpretat per Nimoy.

## Recepció
"Si pogués triar", va dir Nimoy anys després que acabés la sèrie, "si hagués de ser algú altre, seria Spock". Va recordar, més d'una dècada després de la cancel·lació de la sèrie:
| « | El fenomen de "Star Trek" continua sorprenent-me i confonent-me. Va ser increïble, i encara ho és, tot i que ara és més suau que abans. Durant un temps, va ser histèric: era tan salvatge que havia de tenir molta cura d'on anava. Si anava a un restaurant, havia de planificar les entrades i les sortides per no ser assetjat i ferit. El mateix passa als hotels i aeroports: a qualsevol lloc públic. Ja no és tan histèric, però encara és una força potent. | » |

Des del principi, el públic va reaccionar molt positivament, fins i tot fanàticament, al seu personatge, en el que The Boston Globe va descriure el 1967 com a "Spockmania". Els retrats de cap de Spock es van convertir en records populars, i els més valuosos eren els més rars de l'actor rient. Nimoy va informar que "en dues setmanes després de ["L'època de l'Amok"], el meu correu va passar d'uns quants centenars de cartes a 10.000 per setmana". Quan va aparèixer com a Spock com a gran mariscal d'una desfilada de Medford (Oregon), l'abril de 1967, milers de persones es van reunir per rebre autògrafs: "Van avançar tan ràpidament que em va espantar que algú fos aixafat fins a la mort; i després van començar a prémer contra la tribuna de música tan fort que va començar a balancejar-se sota els meus peus!" Després de ser rescatat per la policia, "em vaig assegurar de no tornar a aparèixer públicament mai més amb la disfressa de vulcanià", va declarar Nimoy.
Els fans van fer preguntes a Nimoy sobre esdeveniments actuals com la Guerra del Vietnam i l'LSD com si fos el científic vulcanià; fins i tot un va demanar a l'actor que posés les mans sobre els ulls d'un amic per curar-los. Quan una noia biracial va escriure preguntant per obtenir consells sobre com afrontar la persecució com a "mestissa", Nimoy va respondre que els joves vulcanians havien tractat Spock de manera similar i que ella, com ell va fer, hauria de "adonar-se de la diferència entre popularitat i veritable grandesa". L'actor creia que el personatge atreia els espectadors, especialment els adolescents, perquè
| « | Spock entén el trauma de l'existència humana, ja que no és a casa amb els terrícoles ni amb els vulcanians; només pot funcionar a la societat fabricada i ordenada de l'Enterprise. Allà, sap qui és; es relaciona amb el seu paper de manera molt específica, i això li dóna una mena de "cool". | » |

Per a sorpresa de Nimoy, Spock es va convertir en un símbol sexual; Isaac Asimov va descriure el personatge com "una manta de seguretat amb matisos sexuals" i Nimoy va informar: "Mai he tingut tanta atenció femenina en un plató. I escolteu això: totes volen 'tocar-se les orelles!'" (Quan una jove li va preguntar "Ets conscient que ets la font de material de somnis eròtics per a milers i milers de dones d'arreu del món?", ell va respondre "Que tots els teus somnis es facin realitat".) Nimoy va especular que Spock atreia les dones perquè:
| « | Baixa un desconegut: alt, fosc, pensatiu, alienígena i exòtic. D'aspecte una mica diabòlic. Té una ment brillant, la saviesa d'un patriarca i és, oh, tan genial. Amb una cella aixecada, suggereix que està per sobre dels jocs i els jocs de rol —que són només ressaques de l'Edat Victoriana de la Terra— que ell i només ell entén les necessitats i els anhels més profunds de la dona terrestre. | » |

La NASA va convertir Spock en una mascota informal. Nimoy va ser convidat a ser convidat d'honor al sopar del National Space Club del març de 1967 i a fer una extensa visita al Goddard Space Flight Center a Greenbelt, MD. L'actor va concloure, a partir de la càlida i intensa acollida que va rebre, que tant els astronautes com John Glenn com els enginyers de la indústria aeroespacial, els secretaris i els accionistes consideraven "Star Trek", i especialment el personatge de Spock, com una "dramatització del futur del seu programa espacial".
Un asteroide de la família d'Eos descobert el 16 d'agost de 1971 va ser anomenat  (2309) Mr. Spock en honor al gat del descobridor James B. Gibson (que havia estat anomenat Sr. Spock, que també era "impertorbable, lògic, intel·ligent i tenia orelles punxegudes").
Spock va ser una font d'inspiració per a molts científics i enginyers en potència. Nimoy ha dit que molts d'ells, en conèixer-lo, estaven desitjosos de mostrar-li el seu treball i discutir-lo amb ell com si fos un company científic, en comptes d'un actor, fotògraf i poeta. La seva resposta habitual en aquestes situacions era "sembla que vas en la direcció correcta".
El 2004, Spock va ser classificat número 21 a la llista dels 100 millors personatges de televisió de Bravo. El 2008, UGO va nomenar Spock un dels 50 millors personatges de televisió. Segons Shatner, gran part dels elogis com a actor i l'interès mediàtic de Star Trek van anar a parar a Nimoy.
El 2012, IGN va classificar el personatge Spock, tal com es representa a la sèrie original i a la pel·lícula del 2009 Star Trek, com el segon personatge més important de l'univers Star Trek, amb Kirk al primer lloc.
El 2016, Adam Nimoy va estrenar el seu documental For the Love of Spock, sobre el seu pare i el seu personatge icònic.
El 2017, Screen Rant va classificar Spock com la cinquena persona més atractiva de l'univers de "Star Trek", entre Michael Burnham i Set de Nou. El 2018, van classificar Spock com un dels 8 personatges més poderosos de Star Trek (incloses les sèries posteriors).
El 2018, CBR va classificar Spock com el sisè millor personatge de la Flota Estel·lar de la franquícia Star Trek.

### Reacció a la mort de Spock
La còlera del Khan va tenir la seva primera projecció pública en una convenció de ciència-ficció a Overland Park, Kansas, el 8 de maig de 1982, gairebé un mes abans de l'estrena general. Tot i que els executius de Paramount estaven preocupats que la mort de Spock fes que els fans s'oposessin a la pel·lícula, el públic va aplaudir després de l'escena de la mort de Spock. "Va ser sensacional. Odio que em donin superlatius, però va aconseguir absolutament tot el que volíem. No podia demanar res millor", va dir el coproductor Robert Sallin sobre la reacció del públic que s'acostava.
La reacció crítica a la mort de Spock va ser mixta. El crític de cinema Roger Ebert va lloar la mort de Spock: "Pren una decisió a Star Trek II que només prendria un heroi, un ximple o un vulcanià. I quan pren la seva decisió, la pel·lícula s'eleva a una de les seves millors escenes, perquè les històries de Star Trek sempre han estat millors quan se centraven en els seus personatges". Per contra, Gary Arnold, de The Washington Post', afirma que la mort de Spock "sembla un gir innecessari, i els cineastes estan evidentment ben preparats per fer el pas en cas que el públic demani una altra seqüela".
Vint-i-cinc anys després, la mort de Spock a La ira de Khan ocupa el número 2 de la llista de Total Film dels 25 millors moments cinematogràfics de Star Trek,i el número 1 a Els 10 millors moments de cinema Star Trek de IGN Movie.

### Star Trek(2009)
Ty Burr de The Boston Globe va descriure l'actuació de Quinto a la pel·lícula del 2009 com "quelcom especial", i va afirmar que l'aparició de Nimoy "transmet molta més emoció del que t'esperaries". Slate va dir que Quinto va interpretar Spock "amb uns quants graus més de calma" que la que Nimoy va aportar al personatge original. Entertainment Weekly va dir que Quinto "... inverteix Spock amb una nova capa d'atractiu sexual freda i fumejant, [i] Quinto fa una feina fantàstica mantenint la superfície tranquil·la i sense suor de Spock, però escalfant-se i molestant-se silenciosament per sota."

## Impacte cultural
Spock ha estat parodiat per, i també ha estat la inspiració, obres de la cultura pop en diversos mitjans. L'àlbum 1976 Solo Keyboard Album del compositor/teclista George Duke inclou dues cançons que reten homenatge a Spock: "Spock Gets Funky" i "Vulcan Mind Probe". El guitarrista de rock Paul Gilbert va escriure la cançó "Mr. Spock" al seu àlbum Space Ship One. La banda de synthpop sueca S.P.O.C.K fa música molt influenciada per l'univers Star Trek. Assumint el personatge de Spock, Nimoy va gravar diverses cançons novedoses, la primera de les quals és "Highly Illogical", en què Spock assenyala les debilitats del pensament humà, com ara les relacions, els automòbils i la cobdícia. Una segona cançó, "A Visit to a Sad Planet", tenia un to més fosc i explicava la història de Spock visitant la Terra en el futur i descobrint que havia estat arruïnada per la guerra, la violència i la irresponsabilitat mediambiental. Segons l'escriptor i editor de còmics Bob Budiansky, el personatge Shockwave de "The Transformers" es va inspirar en Spock. La perspectiva utilitarista de Spock que "les necessitats de la majoria superen les necessitats de la minoria" es cita en una decisió legal dictada pel Tribunal Suprem de Texas. S'esperava que la samarreta de Spock de la segona temporada que portava Leonard Nimoy es vengués a una subhasta per més de 75.000 dòlars.
L'aspecte físic de Spock a l'episodi de la Sèrie Original "Mirall, mirall" (1967) ha generat un trop de l'arquetip de "bessó malvat" que es troba en diversos gèneres de ficció. En aquest episodi, diversos membres de l'Enterprise viatgen a un univers paral·lel habitat per versions malvades d'ells mateixos. La versió d'univers paral·lel de Spock es distingeix físicament pel seu masclet. El blog de ciència-ficció io9 va dir que la barba de Spock a l'episodi va introduir "la millor abreviatura per als duplicats malvats d'universos paral·lels". Exemples de les aparicions del masclet malvat en altres mitjans inclouen l'amfitrió segments de l'episodi 611 de la sèrie de televisió Mystery Science Theater 3000, el "bessó malvat" de Bender (Futurama) a Futurama, i un episodi del 2009 de The Colbert Report amb Stephen Colbert i Dan Maffei portant masclets falsos mentre fan veure que són versions malvades d'ells mateixos. El nom del grup de rock progressiu Spock's Beard és una referència directa al masclet de Spock en aquest episodi.

### Produccions de fans
A més de la televisió, els llargmetratges, els llibres i les paròdies, Spock també ha estat retratat en fanficció no canònic. Des del 2004, la producció de fans en línia Star Trek: New Voyages ha continuat els viatges posteriors de la sèrie inicial cancel·lada. Els creadors de la sèrie de fans creuen que "Kirk, Spock, McCoy i la resta s'haurien de tractar com a personatges 'clàssics' com Willy Loman de Mort d'un viatjant, Gandalf d' El Senyor dels Anells, o fins i tot Hamlet, Otel·lo o Romeu. Molts actors han interpretat i poden interpretar els papers, cadascun oferint una interpretació diferent d'aquest personatge".
La sèrie de fans Star Trek: New Voyages ha presentat tres actors en el paper de Spock. Spock va ser interpretat per Jeffrey Quinn al pilot i als tres primers episodis, per Ben Tolpin als episodis 4 i 5, i per Brandon Stacy als episodis 6 a 11. Stacy també va fer de substitut de Zachary Quinto a la pel·lícula Star Trek del 2009.
La sèrie de fans independent en línia Star Trek Continues va presentar Todd Haberkorn com a Spock en tres vinyetes i onze episodis complets entre el 2013 i el 2017.
Al llibre de la il·lustradora científica Jenny Parks del 2017 Star Trek Cats, Spock es representa com un gat oriental.

### "Spocking" en bitllets de 5 dòlars canadencs
Hi ha hagut la pràctica d'alterar el retrat de Wilfrid Laurier, primer ministre del Canadà del 1896 al 1911, en el bitllet de cinc dòlars canadencs perquè s'assembli a Spock. Després de la mort de Nimoy el 2015, hi va haver un augment d'aquesta pràctica.